# Cânepești, Gorj
Cânepești este un sat în comuna Bălănești din județul Gorj, Oltenia, România.
 Acest articol despre o localitate din județul Gorj este deocamdată un ciot. Puteți ajuta Wikipedia prin completarea lui.